# Truncatoflabellum aculeatum
Espèce
Statut CITES
Truncatoflabellum aculeatum est une espèce de coraux appartenant à la famille des Flabellidae.